# Juventus F.C. Women
Juventus FC, potocznie zwany Juventus Women (wł. Juventus Football Club) – włoski klub piłki nożnej kobiet, mający siedzibę w mieście Turyn, na północy kraju, grający od sezonu 2017/18 w rozgrywkach Serie A. Jest sekcją piłki nożnej kobiet w klubie Juventus FC.

## Historia
Chronologia nazw:
- 2017: Juventus Football Club

Sekcja piłki nożnej kobiet Juventus FC została założona w Turynie 1 lipca 2017 roku. Przed sezonem 2017/18, Juventus F.C. miał tylko zespoły juniorskie kobiet. Klub grający pod nazwą ASD Femminile Juventus Torino w Serie B i Serie A w przeszłości nie ma związku z Juventusem F.C. W maju 2017 roku dyrektor generalny Juventusu Giuseppe Marotta zapowiedział o powstaniu drużyny kobiecej. Latem 2017 klub wykupił licencję od pierwszoligowego ASD Cuneo Calcio Femminile, dzięki czemu mógł występować w najwyższej klasie rozgrywek. 27 sierpnia 2017 zespół startował w Coppa Italia, zwyciężając lokalnych rywali ACF Torino aż 13:0. 30 września 2017 rozegrał pierwszy mecz Serie A pokonując na wyjeździe 3:0 ASD Mozzanica. 20 maja 2018 w meczu play-off o tytuł Mistrza Włoch, drużyna zwyciężyła ACF Brescia Femminile w karnych 5-4 po wyniku 0:0 w podstawowym i dodatkowym czasie gry. We wrześniu 2018 debiutował w rozgrywkach europejskich.

## Barwy klubowe, strój
|  |  |

Klub ma barwy biało-czarne. Zawodnicy domowe spotkania zazwyczaj grają w pasiastych pionowo biało-czarnych koszulkach, białych spodenkach oraz białych getrach.

## Sukcesy

### Trofea międzynarodowe
| \| \| Zdobyte trofea w rozgrywkach międzynarodowych (stan na: 07-05-2023) \| |                                                                     |      |          |
| Rozgrywki                                                                    | Osiągnięcie                                                         | Razy | Sezon(y) |
| Liga Mistrzyń UEFA                                                           | zdobywca                                                            | 0    |          |
| Liga Mistrzyń UEFA                                                           | finalista                                                           | 0    |          |
| Liga Mistrzyń UEFA                                                           | ćwierćfinalista                                                     | 1    | 2021/22  |
| FIFA                                                                         | Zdobyte trofea w rozgrywkach międzynarodowych (stan na: 07-05-2023) |      |          |

### Trofea krajowe
| \| \| Zdobyte trofea w rozgrywkach Włoch (stan na: 07-05-2023) \| |                                                          |      |                                                      |
| Rozgrywki                                                         | Osiągnięcie                                              | Razy | Sezon(y)                                             |
| Mistrzostwo                                                       | I miejsce                                                | 6    | 2017/18, 2018/19, 2019/20, 2020/21, 2021/22, 2024/25 |
| Mistrzostwo                                                       | II miejsce                                               | 2    | 2022/23, 2023/24                                     |
| Mistrzostwo                                                       | III miejsce                                              | 0    |                                                      |
| Puchar                                                            | zdobywca                                                 | 3    | 2018/19, 2021/22, 2022/23                            |
| Puchar                                                            | finalista                                                | 0    |                                                      |
| Superpuchar                                                       | zdobywca                                                 | 4    | 2019, 2020, 2021, 2023                               |
| Superpuchar                                                       | finalista                                                | 2    | 2018, 2022                                           |
| Włochy                                                            | Zdobyte trofea w rozgrywkach Włoch (stan na: 07-05-2023) |      |                                                      |

## Poszczególne sezony

### Rozgrywki krajowe
| \| Włochy \| Bilans występów klubu Juventus F.C. Women w rozgrywkach piłkarskich Włoch (Stan na 31 maja 2023 r.) \| \| | |        |       |   |   |   |    |    |     |            |        |        |      |
| Poziom | Rozgrywki                                                                                           | Sezony | Mecze | Z | R | P | B+ | B– | Pkt | Lata       | Awanse | Spadki | Naj. |
| I | Serie A                                                                                             | 6      |       |   |   |   |    |    |     | od 2017/18 | 0      | 0      | 1    |
| II | Serie B                                                                                             | 0      |       |   |   |   |    |    |     |            | 0      | 0      |      |
| | Puchar Włoch                                                                                        | 6      |       |   |   |   |    |    |     | od 2017/18 | 0      | 0      | 1    |
| | Superpuchar Włoch                                                                                   | 5      |       |   |   |   |    |    |     | od 2018    | 0      | 0      | 1    |
| Włochy | Bilans występów klubu Juventus F.C. Women w rozgrywkach piłkarskich Włoch (Stan na 31 maja 2023 r.) |        |       |   |   |   |    |    |     |            |        |        |      |

## Piłkarki, trenerzy, prezydenci i właściciele klubu

### Aktualny skład zespołu
Stan na 4 stycznia 2021:
| Nr | Poz. | Piłkarz                 |
| -- | ---- | ----------------------- |
| 1  | BR   | Laura Giuliani          |
| 2  | OB   | Tuija Hyyrynen          |
| 3  | OB   | Sara Gama (kapitan)     |
| 4  | PO   | Aurora Galli            |
| 5  | PO   | Dalila Ippólito         |
| 7  | PO   | Valentina Cernoia       |
| 8  | PO   | Martina Rosucci         |
| 9  | NA   | Andrea Stašková         |
| 10 | NA   | Cristiana Girelli       |
| 11 | NA   | Barbara Bonansea        |
| 12 | OB   | Matilde Lundorf Skovsen |
| 13 | OB   | Lisa Boattin            |
| 14 | PO   | Sofie Junge Pedersen    |

| Nr | Poz. | Piłkarz           |
| -- | ---- | ----------------- |
| 15 | OB   | Vanessa Panzeri   |
| 17 | NA   | Lina Hurtig       |
| 19 | PO   | Annahita Zamanian |
| 20 | NA   | Maria Alves       |
| 21 | PO   | Arianna Caruso    |
| 23 | OB   | Cecilia Salvai    |
| 26 | OB   | Sara Caiazzo      |
| 32 | OB   | Linda Sembrant    |
| 33 | OB   | Michela Giordano  |
| 36 | BR   | Valentina Soggiu  |
| 42 | BR   | Doris Bačić       |
| 46 | BR   | Sabrina Tasselli  |
| 99 | NA   | Alice Berti       |

## Struktura klubu

### Stadion
Klub rozgrywa swoje mecze domowe na stadionie Juventus Center w Turynie o pojemności 400 widzów.

## Kibice i rywalizacja z innymi klubami

### Derby
- Torino Women ASD
- Inter
- Milan